# Daia (okręg Harghita)
Daia (węg. Székelydálya) – wieś w Rumunii, w okręgu Harghita, w gminie Ulieș. W 2011 roku liczyła 273 mieszkańców.